# Celta de Vigo
Celta de Vigo is een Spaanse voetbalclub uit Vigo in de regio Galicië. Het thuisstadion is Estadio Balaídos met een capaciteit van 29.000 plaatsen. Sinds 2012 speelt Celta de Vigo opnieuw in de Primera División.

## Geschiedenis
Celta de Vigo werd opgericht in 1923 na een fusie van Real Club Fortuna Vigo en Real Vigo Sporting. Tussen 1997 en 2003 wist Celta de Vigo zich steeds in de (sub)top van de Primera División te handhaven. In 2003 werd zelfs voor het eerst de Champions League gehaald door een vierde plaats. Het seizoen 2003-04 werd daardoor een jaar van uitersten. Celta presteerde uitstekend in de Champions League en de club kwam tot in de achtste finales, maar in de competitie ging het dramatisch en Celta degradeerde. Na een seizoen in de Segunda División A keerde Celta de Vigo in 2005 terug naar de hoogste divisie. De club had direct succes, want met een zesde plaats in het seizoen 2005/2006 plaatste Celta de Vigo zich wederom voor Europees voetbal in de vorm van de UEFA Cup. Na afloop van het seizoen 2006/2007 ging het op de spannende slotdag weer mis met de club en degradeerde Celta de Vigo weer naar de Segunda A. Vijf jaar later pas wist de club weer te promoveren.
Aan het einde van het seizoen 2016/17 nam Celta de Vigo na drie seizoenen afscheid van trainer-coach Eduardo Berizzo. In de laatste jaargang onder zijn leiding eindigde de club op de dertiende plaats in de eindrangschikking en haalde hij nog de halve eindstrijd van de UEFA Europa League. "Er komt een einde aan een prachtige samenwerking", meldde Celta de Vigo op de eigen website. "We hebben de afgelopen seizoenen historie geschreven en dit zullen de fans nooit vergeten. Eduardo heeft hier als speler al veel betekend en heeft als trainer nu hetzelfde gedaan. Hij is zonder twijfel een van de beste coaches in de geschiedenis van de club." Berizzo werd opgevolgd door Juan Carlos Unzué, die in het seizoen 2013/14 de assistent was van Luis Enrique bij Celta de Vigo. Hij volgde hem naar Barcelona, waar Unzué in drie seizoenen in totaal negen prijzen won.

## Sponsors
| Periode   | Kledingsponsor | Shirtsponsor     |
| --------- | -------------- | ---------------- |
| 1980-1982 | Meyba          | —                |
| 1982-1986 | adidas         | —                |
| 1986-2010 | Umbro          | Citroën          |
| 2010-2013 | Li Ning        | Citroën          |
| 2013-2016 | adidas         | Citroën          |
| 2016-     | adidas         | Estrella Galicia |

## Erelijst
| Internationaal     |    |                           |
| UEFA Intertoto Cup | 1x | 2000                      |
| Nationaal          |    |                           |
| Segunda División A | 3x | 1935/36, 1981/82, 1991/92 |
| Segunda División B | 1x | 1980/81                   |
| Tercera División   | 1x | 1930/31                   |

## Eindklasseringen
- 1940 10e
Primera División
- 1941 10e
Primera División
- 1942 5e
Primera División
- 1943 5e
Primera División
- 1944 14e
Primera División
- 1945 3e
Segunda División
- 1946 10e
Primera División
- 1947 9e
Primera División
- 1948 4e
Primera División
- 1949 11e
Primera División
- 1950 7e
Primera División
- 1951 8e
Primera División
- 1952 9e
Primera División
- 1953 13e
Primera División
- 1954 10e
Primera División
- 1955 11e
Primera División
- 1956 10e
Primera División
- 1957 13e
Primera División
- 1958 7e
Primera División
- 1959 16e
Primera División
- 1960 2e
Segunda División
- 1961 2e
Segunda División
- 1962 6e
Segunda División
- 1963 6e
Segunda División
- 1964 9e
Segunda División
- 1965 5e
Segunda División
- 1966 2e
Segunda División
- 1967 3e
Segunda División
- 1968 3e
Segunda División
- 1969 2e
Segunda División
- 1970 10e
Primera División
- 1971 6e
Primera División
- 1972 10e
Primera División
- 1973 15e
Primera División
- 1974 12e
Primera División
- 1975 17e
Primera División
- 1976 2e
Segunda División
- 1977 17e
Primera División
- 1978 3e
Segunda División
- 1979 16e
Primera División
- 1980 17e
Segunda División
- 1981 1e
Segunda División B
- 1982 1e
Segunda División
- 1983 17e
Primera División
- 1984 6e
Segunda División
- 1985 3e
Segunda División
- 1986 18e
Primera División
- 1987 4e
Segunda División
- 1988 7e
Primera División
- 1989 8e
Primera División
- 1990 19e
Primera División
- 1991 14e
Segunda División
- 1992 1e
Segunda División
- 1993 11e
Primera División
- 1994 15e
Primera División
- 1995 13e
Primera División
- 1996 11e
Primera División
- 1997 16e
Primera División
- 1998 6e
Primera División
- 1999 5e
Primera División
- 2000 7e
Primera División
- 2001 6e
Primera División
- 2002 5e
Primera División
- 2003 4e
Primera División
- 2004 19e
Primera División
- 2005 2e
Segunda División
- 2006 6e
Primera División
- 2007 18e
Primera División
- 2008 16e
Segunda División
- 2009 17e
Segunda División
- 2010 12e
Segunda División
- 2011 6e
Segunda División
- 2012 2e
Segunda División
- 2013 17e
Primera División
- 2014 9e
Primera División
- 2015 8e
Primera División
- 2016 6e
Primera División
- 2017 13e
Primera División
- 2018 13e
Primera División
- 2019 17e
Primera División
- 2020 17e
Primera División
- 2021 8e
Primera División
- 2022 11e
Primera División
- 2023 13e
Primera División
- 2024 13e
Primera División
- 2025 7e
Primera División

- Primera División
- Segunda División
- Segunda División B

## In Europa
Celta de Vigo speelt sinds 1971 in diverse Europese competities. Hieronder staan de competities en in welke seizoenen de club deelnam:
- Champions League (1x)

2003/04
- Europa League (2x)

2016/17, 2025/26
- UEFA Cup (7x)

1971/72, 1998/99, 1999/00, 2000/01, 2001/02, 2002/03, 2006/07
- Intertoto Cup (1x)

2000

## Bekende (oud-)Celtiñas

### Spelers
- Iago Aspas
- Djamel Belmadi
- Santiago Cañizares
- Catanha
- Diego Costa
- Richard Dutruel
- Jordi Cruijff
- John Guidetti
- Wesley Hoedt
- Rick Hoogendorp
- Borja Iglesias
- Juanfran
- Valeri Karpin
- Michael Krohn-Dehli
- Sebastián Losada
- Mazinho
- Emre Mor
- Aleksandr Mostovoi
- Nolito
- Antonio Núñez
- Claude Makélélé
- Hugo Mallo
- José Manuel Pinto
- Benni McCarthy
- Rafinha
- Haim Revivo
- Míchel Salgado
- Jørgen Strand Larsen
- Mario Suárez
- Renato Tapia
- Luca de la Torre
- Gabri Veiga
- Juan Velasco

### Trainers
- Rafael Benítez
- Luis Enrique
- Víctor Fernández
- Juan Ramón López Caro